# ماركو فيريرا
ماركو فيريرا (بالبرتغالية: Marco Júlio Castanheira Afonso Alves Ferreira) (28 فبراير 1966 البرتغال - ) هو لاعب كرة قدم برتغالي يلعب كلاعب وسط.

## روابط خارجية
- ماركو فيريرا على موقع قاعدة بيانات كرة القدم.إي يو (الإنجليزية)
- ماركو فيريرا على موقع ناشيونال فوتبول تيمز (الإنجليزية)
- ماركو فيريرا على موقع Soccerway.com (الإنجليزية)